# Nem vénnek való vidék (film)
A Nem vénnek való vidék (No Country for Old Men) 2007-ben bemutatott amerikai film Joel és Ethan Coen írásában-rendezésében, Josh Brolin, Tommy Lee Jones és Javier Bardem főszereplésével. A Cormac McCarthy azonos című regénye alapján készült alkotás egy balul elsült kábítószerüzlet és az ennek következményeképp kialakuló, drámai hajsza történetét meséli el, amiben három férfi keresztezi egymás útját az 1980-as nyugat-texasi sivatag sivár közegében.
A filmet hatalmas kritikai ováció kísérte. A Chicago Sun-Times munkatársa, Roger Ebert véleménye szerint a Nem vénnek való vidék „a legjobb film, amit a Coen fivérek…valaha csináltak.” A The Guardian újságírója szavait idézve a film bebizonyította, „hogy a Coenek technikai képességei, s érzékük a tájalapú westernhez Anthony Mannt és Sam Peckinpah-t idézik, s erre csak kevés élő rendező képes.”
Az eredeti cím William Butler Yeats Hajózás Bizáncba című versének első sorát veszi kölcsön, ami Jékely Zoltán fordításában így hangzik: „Vénnek nem jó e táj.”
A Nem vénnek való vidék 4 Oscar-díjat nyert 2008-ban, köztük a legjobb filmnek járót.

## Cselekmény
1980 júniusa, a nyugat-texasi kopár préri látképe. A helyi seriff, Ed Tom Bell narratívája mesél a régi időkről, mikor a törvény erői fegyvertelenül végezték munkájukat, s arról, mennyire megváltozott azóta a helyzet, hogyan uralkodik el egyre a környéken az erőszak.
Anton Chigurh-t, a könyörtelen bérgyilkost, aki fegyvernek egy szarvasmarhaölő pisztolyt használ, őrizetbe veszi a seriffhelyettes.  A férfi hamar kiszabadul, s útjára indul. Ezalatt Llewelyn Moss antilopra vadászik a Rio Grande közelében, s rövidesen egy halom halottra és egy haldokló mexikóira, egy rakomány heroinra és 2 millió dollárra talál; vagyis egy balul elsült drogüzlet eredményére. Magához veszi a pénzt és hazamegy, ám sötétedés után lelkiismeretére hallgatva visszahajt a helyszínre, hogy az otthagyott férfinek vizet vigyen. Azonban felbukkannak mások is, s egy apró jó cselekedet véres macska-egér játékot indít el, amelyben mindenkiből lesz vad és vadász. Moss, Chigurh, Bell seriff és a mexikói gengszterek mind egymás és a pénz nyomában járnak Texas és Mexikó kietlenségében.

## Szereplők
- Tommy Lee Jones (Reviczky Gábor) mint Ed Tom Bell seriff: A szűkszavú, nyugdíj előtt álló kisvárosi seriff. Jones volt az első színész, akit leszerződtettek a filmhez. A Coen fivérek úgy vélték, illik rá a szerep, mivel a szentimentalizmust el akarták kerülni, és azt is, hogy a közönség egyfajta Charley Weaverként (a néhai Cliff Arquette által alakított, népszerű komikus figura az 1960-as évekből) fogja fel a szereplőt.[6] Jones „ajánlólevelét” dicsérve, a Coenek elmondták, „A texasi San Sebából való, nem messze attól a helytől, ahol a film játszódik. Ő a főtéma arról a környékről.”
- Josh Brolin (Szabó Sipos Barnabás) mint Llewelyn Moss: A vietnámi veterán hegesztő, aki kereket old a kétmillió dolláros drogpénzzel. A Llewelyn szerepére jelentkező Brolint eleinte elutasították, annak ellenére, hogy elküldött egy próbafelvételt, melyet Quentin Tarantinóval és Robert Rodríguezzel vett fel a Grindhouse forgatásán.[7] A kazettát megnézve a Coen testvérek első reakciója az a kérdés volt, hogy kinek a munkája a díszlet.[8] Brolin ügynökének folyamatos lobbizásának köszönhetően azonban végül a színész megkapta a szerepet. A forgatás megkezdése előtt pár nappal eltörte kulcscsontját egy motorbalesetben, ám ő és az orvosa elhallgatták a sérülés súlyosságát a rendezők elől, így azok engedélyezték neki a folytatást.[7]
- Javier Bardem (Fekete Ernő) mint Anton Chigurh: Bérgyilkos, akit a pénz visszaszerzésére bérelnek fel. A szereplő a Coen fivérek munkásságában fel-felbukkanó „Megállíthatatlan Gonosz” archetípusának megjelenése, noha a testvérek igyekezték elkerülni az egydimenzionalitást, különösen a Terminátorral való összevetést.[9] Olyasvalakit kerestek a szerepre, aki „akár a Marsról is jöhetett volna”, annak érdekében, hogy ne legyen behatárolható a hovatartozása. A film elején ismerik meg a nézők a szereplőt, az 1976-os A Földre pottyant férfiben látottakhoz hasonló módon.[6] Chigurh megkülönböztetett megjelenését egy 1979-es fénykép alapján tervezték meg. A fotó egy Tommy Lee Jones által hozott könyvben szerepelt, mely a texasi-mexikói határ melletti bordélyház klienseiről szólt.[10] Javier Bardem a „nem mindennapi bubifrizurájáról” azt mondta, „Nem kell játszanod a frizurával. A frizura magától játszik.” A színész azért fogadta el a szerepet, mert a Véresen egyszerű óta a Coen testvérek rajongójának vallja magát.[11]
- Woody Harrelson (Zámbori Soma) mint Carson Wells: Egy nagymenő, vagy magát annak képzelő fejvadász, visszavonult ezredes, akit az elszabadult Chigurh után küldenek, illetve a pénz előkerítésére.
- Kelly Macdonald (Czirják Csilla) mint Carla Jean Moss: Llewelyn Moss felesége. Annak ellenére, hogy férje nem teljesen őszinte vele a pénzzel kapcsolatban, végig kitart mellette.
- Tess Harper mint Loretta Bell: Bell felesége, aki bátorítja férjét, mikor borús a kedve.
- Barry Corbin (Gruber Hugó) mint Ellis: Volt rendőrtiszt, szolgálat közbeni sérülés kerekesszékhez köti.
- Beth Grant (Erdélyi Mari) mint Agnes: Carla Jean anyja, Moss anyósa. Kisebb komikus felüdülésként funkcionál a történetben, annak ellenére, hogy rákban haldoklik.
- Stephen Root (Csuja Imre) mint a Wellst felfogadó férfi: Egy titokzatos figura, aki látszólag érintett a drogüzlet anyagi oldalában és a pénz felderítésében. Ő bérli fel Wellst, Chigurh-t és a mexikóiakat.
- Garret Dillahunt (Gáspár András) mint Wendell: Bell tapasztalatlan helyettese, aki segít a nyomozásban, s szintén komikus felüdülést biztosít a néző számára.

## Témák és stílus
A Nem vénnek való vidék nem csupán „makacsul hű” adaptációja McCarthy 2005-ös könyvének, de lehetőséget nyújt Ethan és Joel Coen korábbi filmjeiben, így a Véresen egyszerűben és a Fargóban megjelenő témák újbóli vizsgálására. A véletlen, a szabad akarat és a végzet motívuma ismerős terület a rendezőpáros számára, akik az említett munkáikban már bemutatták a „sors és körülmények” szálainak összefonódását. Számtalan kritikus emelte ki a véletlen fontosságát mind a regényben és a filmben, ennek középpontjaként is Chigurh sorsdöntő érme-feldobását, mindazonáltal rámutattak, a film médiumának természetéből adódóan nehéz átemelni „McCarthy regényének elmélkedő jellegét.”
A The Village Voice-ban Scott Foundas azt írta, „Ahogy McCarthyt is, a Coen fivéreket szintén aláhúzottan kevésbé érdekli, hogy ki (ha egyáltalán valaki) lép meg végül a zsákmánnyal, semmint inkább a legalapvetőbb erő, amely a szereplőket hajtja…A végén a Nem vénnek való vidékben mindenki egyszerre lesz vadász és préda, valamilyen veszélyeztetett faj példányai, akik el akarják kerülni kipusztulásukat.” Roger Ebert szerint „a film bemutatja, milyen szánalmas, hétköznapi emberi érzések állnak szemben az engesztelhetetlen igazságtalansággal.”
A New York Times kritikusa, A.O. Scott rámutatott, hogy Chigurh, Moss és Bell mindegyike „mindig egymaga foglalja el a vásznat, szinte sosem tűnnek fel egyszerre, annak ellenére, hogy végzetük egyre szorosabban összefonódik.”
Todd McCarthy a Varietytől így fogalmazza meg Chigurh modus operandiját:
A halál kéz a kézben jár Chigurh-rel, bármerre megy, hacsak nem dönt másként…ha mindaz, amit életedben tettél, hozzá vezet el, esetleg elmagyarázza leendő áldozatának, hogy az időd most jött el. 'Nem muszáj ezt tennie,' kérlelik az ártatlanok változatlanul azt a férfit, akinek gyilkos elvei másként diktálnak.
Alkalmanként, ugyanakkor, megengedi egyeseknek, hogy végzetük felől az érme feldobása döntsön, kiemelten az egyik első jelentben egy öreg benzinkútnál, hidegvérű humorral körítve.

## Háttér
Scott Rudin producer vásárolta meg McCarthy regényének jogait, amivel felkereste a Coen fivéreket, akik abban az időben James Dickey To the White Sea című könyvének megfilmesítésén ügyködtek. 2005 augusztusára megállapodás született a testvérekkel a Nem vénnek való vidék vászonra írásáról és rendezéséről. Ez a produkció a második filmes átültetés az író munkásságából a 2000-es Vad lovakat követően. Coenék a regény vonzerejét könyörtelenségében fedezeték fel. Ethan ezt azzal magyarázza, „Ez fémjelzi a könyvet, amiben a vidék és szereplők nem ismernek megbocsátást, de ugyanakkor egyfajta szentimentalizmus nélküli szépség kereséséről is szól.” A rendezőpáros a könyvhöz rendkívüli hűséggel írta meg a forgatókönyvet, csak ott nyirbálták meg a történetet, ahol szükséges volt. Egy tizenéves szökevény, aki a könyv vége felé jelenik meg, illetve Bell háttértörténete kimaradt a filmből. A fivérek szintén azonosultak azzal, ahogyan a regény megfesti a helyszínt és ahogy szakít a zsáner kereteivel. Joel Coen a nem megszokott megközelítésről azt mondta, „Számunkra ismerős, rokon szellemű volt mindez; természetünkből adódóan vonzódunk a műfajok felforgatásához. Tetszett a tény, hogy a rosszfiúk igazából sosem találkoznak a jófiúkkal, hogy McCarthy nem követte az elvárt formulát.”
A Coen fivérek munkájára hatással volt többek között Sam Peckinpah rendező. Egy, a The Guardiannek adott interjúban így részletezik: „Keménylegények lőnek egymásra délnyugaton – ez abszolút sam peckinpah-s. Tisztában voltunk a hasonlóságokkal, természetesen.”
A projekt koprodukció a Miramax Films és a Paramount rétegfilmeket forgalmazó részlege között. A munkálatok kezdetét 2006 májusára tűzték ki, Új-Mexikó és Texas államokba. Javier Bardem és Tommy Lee Jones februárban kezdett tárgyalásokba megjelenésükről, míg Josh Brolin áprilisban csatlakozott hozzájuk, közvetlenül a start előtt. A 25 milliós költségvetésű film forgatási helyszínei között az új-mexikói Las Vegas és Santa Fe mellett texasi területek is szerepelnek. A készítők 12 és 17 millió dollár közöttire becsülték a büdzsé azon részét, amit Új-Mexikóban szándékoztak elkölteni. A filmben látható határátkelő díszletét az új-mexikói 25-ös út és a tíz államot átszelő 60-as út kereszteződésénél állították fel, Las Vegasnál. Az átkelőhíd valójában egy autópálya felüljárója. További jeleneteket rögzítettek Marfa és Sadisiar környékén, Nyugat-Texasban, illetve a mexikói Coahuila államban, Piedras Negras városában.
Roger Deakins operatőr, aki kilencedízben dolgozott együtt a rendezőpárossal, így beszélt az általa alkalmazott megközelítésről: „A Nem vénnek való vidék nagy kihívása az, hogy nagyon reálisnak kell hatnia, hogy illeszkedjen a történethez. Korábban játszódik, de nagyon élesre és sötétre képzelem el, s meglehetősen szórványosra. Nem olyan stilizáltra.”
A thrillerek esetében ritkaságszámba menő módon, s a hollywoodi szokásokkal ellentétben, a filmben minimális a kísérőzene, pedig sokszor hosszú, dialóg nélküli jelenetek váltják egymást. Az ötlet Ethantől származik, aki meggyőzte a szkeptikus Joelt elképzeléséről. Persze akad némi zene, ami a Coenek régi munkatársa, Carter Burwell szerzeménye, de még ez is nélkülözi a bevett hangszerelést, helyette hangtálakat és buddhista fém állóharangokat használ, amik a szükségesnek megfelelően visszafogott hangot képeznek a score-hoz. A két órás játékidőből összesen 16 percnyi zene csendül fel, ebből is sok a végefőcím alatt, amibe az utolsó jelenetet követően, szintén nem szokványos módon a zene azonnali megkezdése nélkül vált át a film. A hangvágásért és -keverésért Skip Lievsay felel, aki szintén nem először partnere a Coen testvéreknek; félreismerhetetlen hangokat (puskalövés) vegyített a vidék zajaival (géphang, a préri szele). A filmben Chigurh (Bardem) által használt szarvasmarha-bénító pisztoly hangját egy pneumatikus szögbelövő szolgáltatta.

## Fogadtatás
A film szinte egyöntetű elismerésre talált a kritikusok körében. 2008 márciusával bezárólag az újságírók véleményét egyesítő Rotten Tomatoes oldalán 94%-ban olvasható pozitív visszajelzés, míg egy hasonló weblapon, a Metacriticen 91%-ot mutat a minőségjelző. A filmet már bemutatóját követően az Oscar-díj komoly versenyzőjeként emlegették, s 2008 februárjában négyet el is nyert nyolc jelöléséből. Roger Ebert maximális ponttal jutalmazta a művet, azzal a kommentárral, hogy a film „idő, hely, szereplő, erkölcsös döntések, erkölcstelen bizonyosságok, emberi természet és sors mesteri evokációja.” Walter Chaw a Film Freak Centraltól a forrásanyag hatásos adaptálásának nevezte a filmet, mondván „…a Coen fivérek leszűrték McCarthy nosztalgiájának lényegét az illuzórikus, tiszavirág életű múltról…és egybegyúrták saját kútjukból vett rendkívüli látomásaik legjobb pillanataival.” A ritkaságszámba menő eltérő vélekedések egyike Jonathan Rosenbaumé, aki a Chicago Reader munkatársa. Véleményében, noha elismeri a film esztétikáját, megkérdőjelezi a morális büntetést: számára a Coen testvérek hatalmas energiát fektetnek a borzalom megjelenítésében, s ezalatt a nézőket arra bátorítják, hogy „álszent módon rázzák a fejüket mindennek elkeserítőségén.”
David Stratton és Margaret Pomeranz ausztrál televíziós személyiségek öt csillaggal tüntették ki a filmet. Stratton szerint „ez a nagyszerű film reprezentálja a Coenek legjobb munkáját a Fargo óta. Akárcsak az a filmklasszikus, ez is egy hidegvérű thriller némi sötét humorral”, továbbá „Hitchcock maga sem csinálta volna jobban a feszültségkeltést.” Richard Corliss a Timetól 2007 tíz legjobb filmje egyikének nevezte meg a Nem vénnek való vidéket, méghozzá az elsőnek. Javier Bardem alakítását „delejezőnek” és „elképesztőnek” írta le, a filmet pedig „száraz, vicces, csodálatosan játszott, izgalmasan cinematikusnak.” Richard Schickel, szintén ettől a laptól második helyre sorolta saját évi top 10-es listáján, mondván, a film visszatérés a Coen fivérek számára „a Fargo és A halál keresztútján legjobb területeire, ahol a komikus ártatlanság és a közvetlen erőszak robbanékony módon létezik egymás mellett. Nem tudod, hogy sírj vagy nevess, de nem fordíthatod el a fejed a kaotikus eredmények láttán.”
A filmet 354 kritikus helyezte el éves top tízes listáján, több, mint bármely másik filmet, s ezen belül is kilencvenen hirdették meg elsőnek, amely szempont szerint szintén maga mögé utasította az összes többi produkciót.

### Kritikák
- All Movie Guide  link Archiválva 2020. február 19-i dátummal a Wayback Machine-ben
- Empire  link
- Filmcritic.com  link
- Roger Ebert  link Archiválva 2013. április 4-i dátummal a Wayback Machine-ben
- Rolling Stone  link
- Premiere  link

### Jelentősebb díjak és jelölések
| Díj              | Kategória                        | Jelöltek                                                 | Nyert-e? |
| ---------------- | -------------------------------- | -------------------------------------------------------- | -------- |
| Oscar-díj        | legjobb film                     | Scott Rudin, Joel és Ethan Coen                          |          |
| Oscar-díj        | legjobb rendező                  | Joel és Ethan Coen                                       |          |
| Oscar-díj        | legjobb adaptált forgatókönyv    | Joel és Ethan Coen                                       |          |
| Oscar-díj        | legjobb mellékszereplő színész   | Javier Bardem                                            |          |
| Oscar-díj        | legjobb fényképezés              | Roger Deakins                                            |          |
| Oscar-díj        | legjobb vágás                    | Roderick Jaynes                                          |          |
| Oscar-díj        | legjobb hangvágás                | Skip Lievsay                                             |          |
| Oscar-díj        | legjobb hangkeverés              | Skip Lievsay, Craig Berkey, Greg Orloff és Peter Kurland |          |
|                  |                                  |                                                          |          |
| Golden Globe-díj | legjobb film (dráma)             | Scott Rudin, Joel és Ethan Coen                          |          |
| Golden Globe-díj | legjobb rendező                  | Joel és Ethan Coen                                       |          |
| Golden Globe-díj | legjobb forgatókönyv             | Joel és Ethan Coen                                       |          |
| Golden Globe-díj | legjobb mellékszereplő színész   | Javier Bardem                                            |          |
|                  |                                  |                                                          |          |
| BAFTA-díj        | legjobb film                     | Scott Rudin, Joel és Ethan Coen                          |          |
| BAFTA-díj        | legjobb rendező                  | Joel és Ethan Coen                                       |          |
| BAFTA-díj        | legjobb mellékszereplő színész   | Javier Bardem                                            |          |
| BAFTA-díj        | legjobb mellékszereplő színész   | Tommy Lee Jones                                          |          |
| BAFTA-díj        | legjobb mellékszereplő színésznő | Kelly Macdonald                                          |          |
| BAFTA-díj        | legjobb adaptált forgatókönyv    | Joel és Ethan Coen                                       |          |
| BAFTA-díj        | legjobb fényképezés              | Roger Deakins                                            |          |
| BAFTA-díj        | legjobb vágás                    | Roderick Jaynes                                          |          |
| BAFTA-díj        | legjobb hang                     | Skip Lievsay, Craig Berkey, Greg Orloff és Peter Kurland |          |

A film a fentieken felül 74 díjat nyert el különböző kritikusi és szakmai szervezetektől.